# 個人主義的フェミニズム
個人主義的フェミニズム（こじんしゅぎてきフェミニズム、英: Individualist feminism）又はリバタリアン・フェミニズム（英: libertarian feminism）とは、フェミニズムの中でも特に個人主義を強調する思想である。

## 概要
個人主義的フェミニストは、階級的特権とジェンダーに基づく特権を廃止し、個人が平等な権利（自己の身体と財産に対する権利を含む）を持つことを保証するように法的システムを変えようと試みている。彼らは女性に対して、自分の人生に全責任を負うことを奨励している。また、大人が自身の身体について下した選択に対しての、政府のいかなる介入にも反対している。そのような介入は家父長制のような強圧的な階層制度を生み出すからである。
代表的な個人主義的フェミニズムの論者であるウェンディ・マッケロイによれば、個人主義的フェミニズムは主流のフェミニズムとは異なり、政治的な解決に反対し、その他の多様な社会的大義を通じて意見を表明した。なかでも最も重要だったのが、「フリー・ラブ」運動である。この運動は、結婚や出産といった女性の性に関する選択はその女性自身によって行われるべきであり、政府は介入するべきではないと主張するものだった。

## 代表的な活動家
- ウィリアム・ロイド・ガリソン - アメリカの奴隷制度廃止運動家
- エズラ・ヘイウッド - アメリカの個人主義的アナーキスト、奴隷制度廃止運動家
- ボルテアイン・デ・クリーア - アメリカのアナーキスト
- ドラ・マーズデン - イギリスのサフラジェット、ジャーナリスト
- スザンヌ・ラ・フォレット - アメリカのジャーナリスト、リバタリアン・フェミニスト
- トニー・ネイサン - アメリカの政治家。1972年アメリカ合衆国大統領選挙にて、女性として、またユダヤ人として史上初めて選挙人票を獲得した。
- ジョアン・ケネディ・テイラー - アメリカのジャーナリスト、リバタリアン・フェミニスト
- ミミ・レイゼル・グラッドスタイン - テキサス大学エル・パソ校教授、英文学研究者
- シャロン・プレスリー - アメリカのリバタリアン・フェミニスト、作家、活動家
- クリスティーナ・ホフ・サマーズ - アメリカの作家、哲学者
- ウェンディ・マッケロイ - カナダの個人主義的フェミニスト、アナルコ・キャピタリスト
- バージニア・ポストレル - アメリカの作家
- キャシー・ヤング - ロシア出身のアメリカのジャーナリスト
- ロデリック・T・ロング - オーバーン大学の哲学教授
- ティファニー・ミリオン - アメリカの元プロレスラー、ポルノ女優

## 関連文献
- Libertarian Feminism: Can This Marriage Be Saved?
- "Feminism in Liberty"
- Liberal Feminism, essay including discussion of libertarian feminism
- 橋本祐子（2005）「個人主義的フェミニズム」 森村進編『リバタリアニズム読本』, 勁草書房, 22-23.
- 藤森かよこ（2010）「ジェンダー・フェミニストはリバータリアンでなければならない」, 桃山学院大学『英米評論』(24), 115-136